# Jeremy McKinnon
Jeremy Wade McKinnon (Ocala, 17 dicembre 1985) è un cantautore e produttore discografico statunitense, cantante della band metalcore/pop punk A Day to Remember.

## Carriera
Dopo aver provato con diverse band della sua città natale, tra cui il gruppo ska All for Nothing, nel 2003 insieme ai chitarristi Tom Denney e Neil Westfall, il bassista Joshua Woodard e il batterista Bobby Scruggs fonda gli A Day to Remember. Firmano il loro primo contratto discografico con la Indianola Records, con cui pubblicano il primo album And Their Name Was Treason. Dopo la sostituzione di Scruggs con il giovane Alex Shelnutt e la firma con la Victory Records nel 2006, vengono pubblicati For Those Who Have Heart, Old Record (una rimasterizzazione del primo album), Homesick (l'ultimo con Tom Denney, che decide di lasciare la band in favore di Kevin Skaff) e What Separates Me from You, tutti sotto l'etichetta Victory Records. Dopo una controversia legale con la Victory, la band pubblica gli album in studio Common Courtesy e Bad Vibrations indipendentemente nel 2013 e nel 2016.
Come produttore ha lavorato agli album di band quali The Ghost Inside, The Devil Wears Prada e Veara, oltre ad aver co-prodotto Homesick, What Separates from Me e Common Courtesy degli A Day to Remember. Nel 2010 fonda con Joshua Woodard l'etichetta discografica Running Man Records, attraverso la quale viene subito pubblicato, in associazione con l'Epitaph Records, l'album What We Left Behind dei Veara, prodotto da McKinnon stesso.

## Vita privata
Di discendenze irlandesi e italiane, i suoi genitori sono originari di Brooklyn, che oltre a lui hanno avuto altre due figlie.
Nel 2007 ha dichiarato di seguire uno stile di vita straight edge.
Il 26 dicembre 2016 sposa la fidanzata Stephanie, per poi annunciare alcune settimane dopo che diventerà padre. La loro prima figlia, Montana Nash, nasce il 12 maggio 2017.

## Influenze musicali
McKinnon cita come sua più grande influenza musicale i Millencolin, mentre cita come suoi ispiratori sullo stage i Less Than Jake:

## Discografia

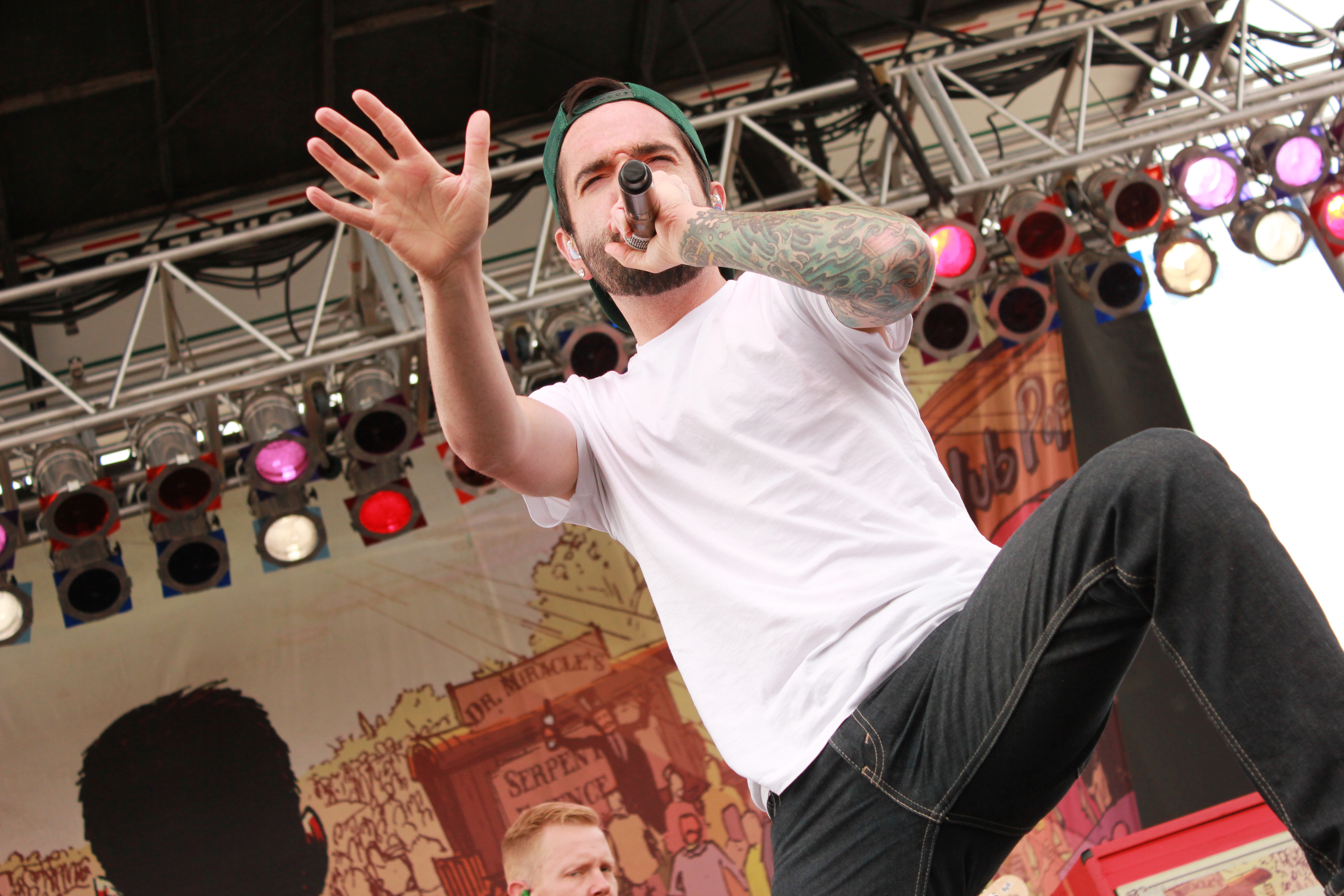
Jeremy in concerto con gli A Day to Remember nel 2014 a Richmond

### Con gli A Day to Remember
Album in studio
- 2005 – And Their Name Was Treason
- 2007 – For Those Who Have Heart
- 2009 – Homesick
- 2010 – What Separates Me from You
- 2013 – Common Courtesy
- 2016 – Bad Vibrations
- 2021 – You're Welcome

## Collaborazioni
- Con gli In Fear and Faith in Strength in Numbers, nel loro album Your World on Fire (2009)
- Con i For the Fallen Dreams in Nightmares, nel loro album Relentless (2009)
- Con i Pierce the Veil in Caraphernelia, nel loro album Selfish Machines (2010)
- Con i The Ghost Inside in Dark Horse, nel loro album Get What You Give (2012)
- Con i Mest in Radio (Something to Believe), nel loro album Not What You Expected (2013)
- Con gli August Burns Red in Ghosts, nel loro album Found in Far Away Places (2015)
- Con i Neck Deep in Kali Ma, nel loro album Life's Not Out to Get You (2015)

## Album prodotti
| Anno | Titolo                     | Artista               | Note                                     |
| ---- | -------------------------- | --------------------- | ---------------------------------------- |
| 2009 | Homesick                   | A Day to Remember     | Con gli A Day to Remember e Chad Gilbert |
| 2010 | What Separates Me from You | A Day to Remember     | Con Chad Gilbert e Andrew Wade           |
| 2010 | What We Left Behind        | Veara                 | Con i Veara e Andrew Wade                |
| 2011 | Dead Throne                | The Devil Wears Prada | Produzione aggiuntiva                    |
| 2012 | Get What You Give          | The Ghost Inside      | /                                        |
| 2013 | Common Courtesy            | A Day to Remember     | Con Chad Gilbert e Andrew Wade           |
| 2014 | Dear Youth                 | The Ghost Inside      | Con Andrew Wade                          |
| 2015 | Life's Not out to Get You  | Neck Deep             | Con Tom Denney e Andrew Wade             |
| 2015 | Blueprints                 | Wage War              | Con Andrew Wade                          |
| 2017 | Deadweight                 | Wage War              | Con Andrew Wade                          |
| 2019 | Pressure                   | Wage War              | Con Drew Fulk, Andrew Wade e Mark Lewis  |
| 2020 | The Ghost Inside           | The Ghost Inside      | /                                        |
| 2020 | You're Welcome             | A Day to Remember     | /                                        |

## Curiosità
- È un grande fan della saga letteraria di Harry Potter[13].
- Durante la ventesima edizione del Warped Tour, nel 2014, ha cantato con i Linkin Park il loro brano A Place for My Head[14].